# 新幹線962形電車
新幹線962形電車（しんかんせん962がたでんしゃ）は、日本国有鉄道（国鉄）が東北・上越新幹線を想定した営業車両（後の200系）の先行試作車として、1979年（昭和54年）に製作した試作電車である。

## 概要
同じく小山試験線で試験に供されていた961形を設計のベースとしているが、東北・上越新幹線での使用に最適化するため、電気装備品を交流50Hz・25000Vとし、徹底的な耐寒耐雪対策が施された。

## 構造・性能

### 外装
先頭車のスカート（排障器）先端にはスノープラウ、各車側面には雪切り室（電動機への冷却風から雪を分離する装備）につながる吸気口が設けられていた（サイクロン式雪分離装置）。台車側面は台車カバーで覆われ、連結面には内ホロを覆うように外ホロが設けられていた。そして、0系よりボンネット部の装置が大きくなり、約600mm長くなっている。
また、雪から機器を守るためボディーマウント構造を採用。軸重が16.3t以内（車重で65.2t以内）となるようにするためアルミ合金製であった。なお、最初から試験終了後の電気試験車への改造が予定されていたため窓配置なども改造に適した配置になっていた。窓ガラスには強化ガラスが用いられ、寒冷地での氷塊で割れるのを防ぎ、安全面に配慮されている。
試験時の塗装は、白地に緑という配色でそのまま200系に継承された。登場当時の緑の色調はモスグリーンで、200系とは若干異なっていた。

### 内装
空調装置はAU81X形が各車両の天井部に設置されたが、暖房性能を向上するためポジスタ（PTCサーミスタ）という半導体の一種を用いた電熱ヒータを採用した。この空調方式は現在も東日本旅客鉄道（JR東日本）所属の新幹線車両の基本として踏襲されている。このAU81X形は962形用に開発されたもので、営業運転で実用化する際は2基を搭載する（集約分散式）ものとしていたが、試作車である962形では各車1基の搭載としている（集中式）。冷房能力は冷房は29.07 kW（25,000 kcal/h）、暖房は25 kWを有し、重量は860 kgである。このほか、乗務員室・機器室用に専用のAU63X形冷房装置（暖房機能はなし）、能力4.65 kW（4,000 kcal/h）を先頭車の床下に搭載する。
また、当時改善要望の強まっていた0系の転換クロスシートに代わる普通車用座席のテストが行われ、在来型転換クロスシート3列席の中央席を拡幅したもの・簡易リクライニングシート(集団見合い形)・両側2列席クロスシートなどが搭載され比較検討された。この結果2列席のみ回転可能な簡易リクライニングシートが200系および0系の増備車両に採用されることになった。

### 走行機器など
6両編成で全車電動車である。力行制御は不等6分割サイリスタバーニア連続位相制御方式で230kWの直流電動機MT201X形を駆動。電機品は三菱電機、日立製作所、東京芝浦電気（当時）、東洋電機製造、富士電機製造（当時）の5社が製作している。
製造当時、電動機の冷却風に雪が混じると故障の元になるとされていたため、前述の雪切り室で雪を分離した空気を使用することとし、従来電動機に装着されていた電動送風機は廃止された。力行、ブレーキともに連続制御となっているのは降雪に対応して粘着性能を向上する必要があるためである。
ブレーキ制御はチョッパ連続位相制御と発電ブレーキ、電気指令式空気ブレーキを併設。ただし0系のように速度に応じて各ブレーキを切り替えるのではなく、最適なブレーキ力を得るため適時空気ブレーキが追加されるようになっていた。

### 補助電源装置
補助電源装置は電動発電機（MG）に代わり、新交通システムを除いた交流電車では初めて静止形補助電源装置（APS1X形・東京芝浦電気ならびに東洋電機製造製）を採用した。0系では電動発電機、整流装置、補助接触器で構成していたものから、APS1X形静止形補助電源装置では鉄共振形の定電圧変圧器（安定した単相交流100V,50Hz・容量3.5 kVA）、バッテリー充電用整流装置（直流100V・容量10 kW）、補器用接触器を一つの機器箱としたものである。主変圧器三次巻線からの単相交流400V,50Hzを入力電圧とするもので、単相交流400V,50Hzは空調装置や電動送風機にもそのまま使用される。

### モニタリング装置
961形では自動運転機能を備えたミニコンピュータ方式のATOMICを採用していたが、961形で自動運転の開発は完了したことから、962形では機器の動作監視を行うモニタリングシステムと機器の遠隔開放機能のみを残した。この装置はMON1X形モニタ装置と名付けられ、以降の鉄道車両で採用されるモニタ装置の基礎となる。主な機能は
- 運転情報の表示
  - 現在時刻、キロ程、ATC信号、現在速度、力行・ブレーキノッチ表示、ブレーキ種別、機器開放情報などが表示される
- 車両故障発生時の応急処置の簡易化（機器故障発生時の号車などを表示する）
- 応急処置の遠隔操作
- 主要機器の動作状態の表示
- 車両検査の容易化（車両の検査時、地上の検査装置と連携して機器の動作状態を表示する）
- 故障現象解析のための情報収集（機器故障発生時の状況を記録する）

運転台の主速度計右側にはプラズマディスプレイ（赤色単色表示）によるモニタ表示器があり、ドットマトリクスによる片仮名・アルファベット・数字のみを、8行×32文字（合計256文字を同時に表示可能）で情報を表示する。モニタ画面の操作は、表示器右側のファンクションキー（CH、ユニット、キロ、時刻など）とテンキー（0 - 9）により入力する。
モニタ中央装置は、処理部（演算部A・TLCS-12A）、入出力部（演算部B・TLCS-85A（Intel 8085と同等））、入力リレー部、出力リレー部から構成される。処理部と入出力部はパラレル通信で結んでいる。各車両の配電盤にはモニタ端末器（TLCS-85A）を設置しており、搭載機器からの情報を9.6 kbpsのFSK (Frequency Shift Keying) モデム伝送により、モニタ中央装置に伝送している。
このモニタリング装置は、次に製造される925形電気軌道総合試験車では演算部Aと演算部BともTLCS-85Aで構成し、モニタ端末器を含めた車両全体のハードウェアとソフトウェア（8ビットマイクロプロセッサ）を統一した（形式はMON1X形で変わらず）。また、各モニタ装置・端末器間のデータ伝送をシリアル通信に変更した。この変更によりモニタリング装置は完成の域に達し、多少の改良を加えて200系新幹線でMON1形モニタ装置として正式に実用化に至った。

## 962形の運用実績
1979年2月22日から1980年6月まで小山試験線で試験を実施後、開業前の上越新幹線にて1980年9月24日より地上設備監査を実施。200系E2編成の1～8号車、軌道試験車921-41、962形962-5・962-6で組成した総合監査を1980年11月5日から12月12日にかけて行い、11月28日から速度向上試験に移り210km/hを達成した。他、開業前の東北・上越両新幹線に各種試験で用いられ、問題点の洗い出しが行われ改善に活かされた。

## 編成表
|                     | ← 東京盛岡 → |              |              |              |             |               |
| 車両番号            | 962-1 （Mc） | 962-2 （M'） | 962-3 （M）  | 962-4 （M'） | 962-5 （M） | 962-6 （M'c） |
| 製造メーカー        | 日立製作所   | 近畿車輛     | 東急車輛製造 | 日本車輌製造 | 川崎重工業  | 川崎重工業    |
| 車内設備 （落成時） | 座席車       |              | 便所         | 座席車       | 便所        |               |
| 車両重量 （落成時） | 58.0 t       | 58.5 t       | 57.0 t       | 58.0 t       | 59.0 t      | 58.0 t        |
| 台車 （落成時）     | DT9019       | DT9019       | DT9019       | DT9019       | DT9020      | DT9020        |

- M車・Mc車にブレーキチョッパ装置、主抵抗器、主制御器、主平滑リアクトルなどを搭載
- M'車・M'c車に集電装置、主変圧器、主シリコン制御整流装置、静止形補助電源装置、空気圧縮機、蓄電池などを搭載

## 改造
上越新幹線開業後の1983年1月17日、962形は電気試験車925形10番台に改造された。S2編成とも称される。

### 外観
外観は、東海道・山陽新幹線で運用していた922形のT2、T3編成と酷似しており、
青帯とスカート（排障器）を緑にしたようなカラーである。

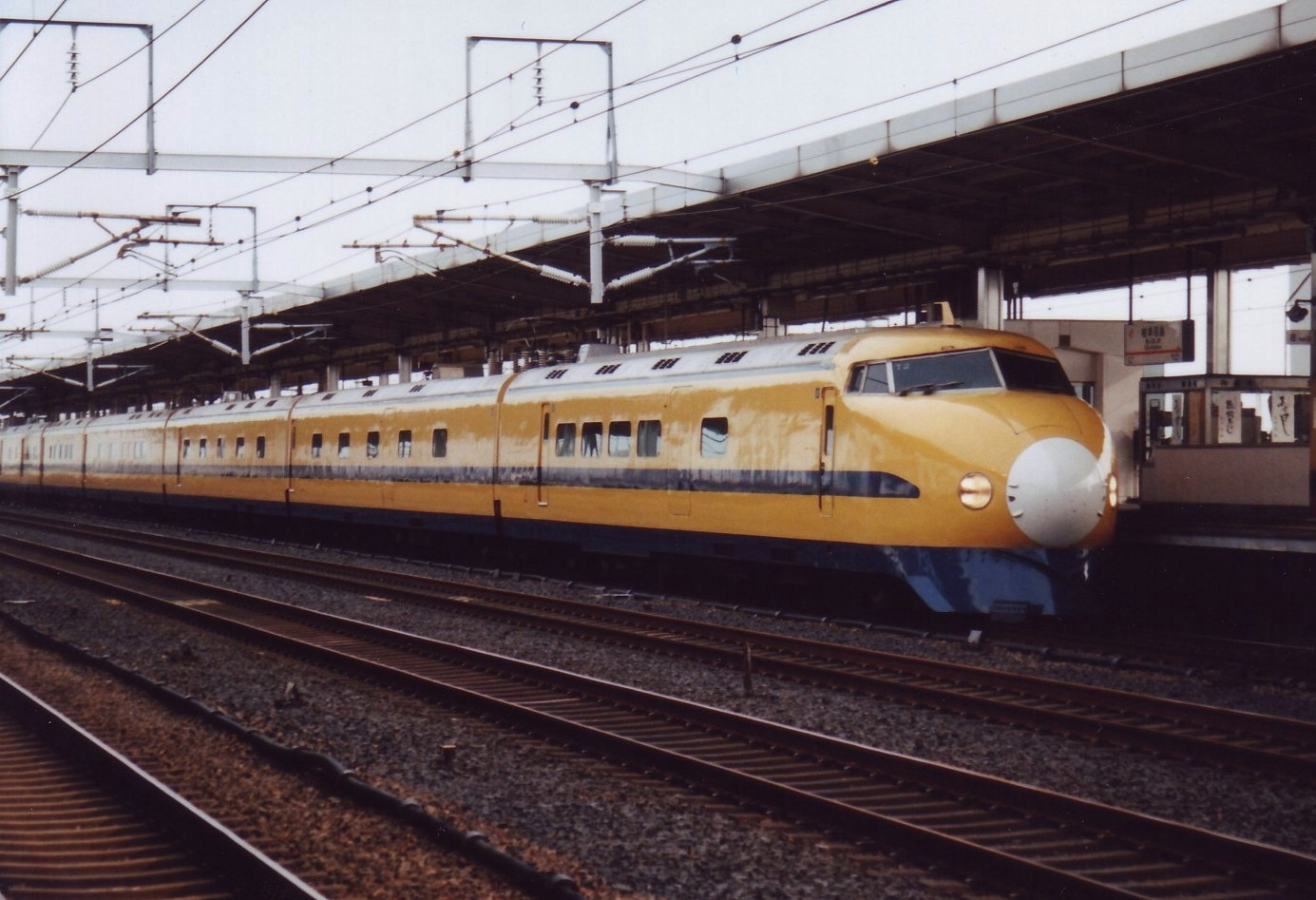
922形T2編成

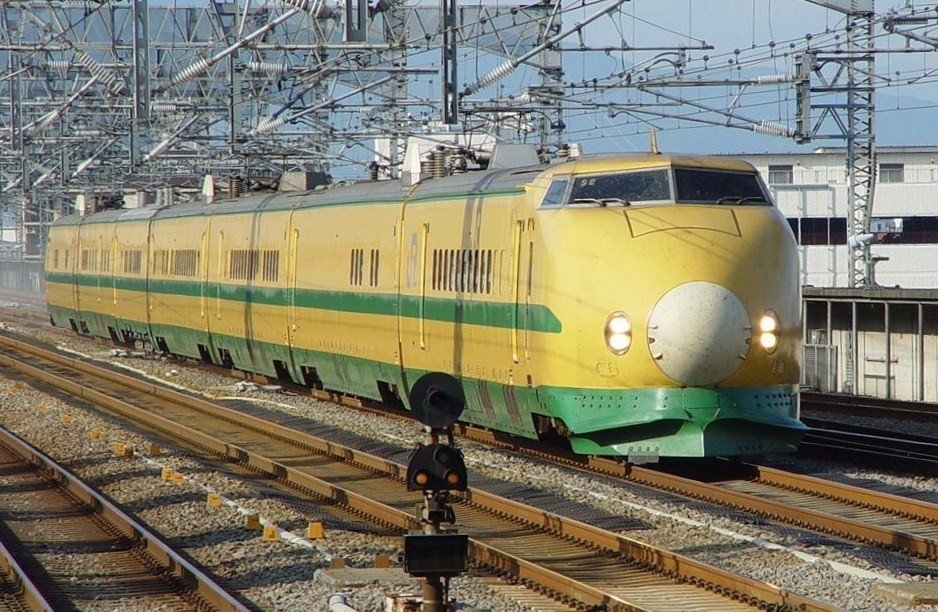
帯やスノープラウ以外では922形に酷似している。

### 内部
車両間をまたぎ、検測結果を送るため、貫通部に10〜15本配線されている。

### 運転室
運転台にはアナログ速度計とプラズマディスプレイやテンキーが設置されている。

### 車両[16]
- 1号車…空調装置がついている。
- 2号車…パンタグラフ、観測ドームを設置している。
- 3号車…4号車のパンタグラフを見るための観測ドームがついている。
- 4号車…パンタグラフがついている。
- 5号車…空調装置1基、パンタグラフ1基が取り外されている。
- 6号車…7号車のパンタグラフを見るための観測ドームがついている。
- 7号車…こちらも観測ドーム、パンタグラフがついている。

## 925形10番台（S2編成）の運行
軌道試験車（921-41）を抜き6両編成で開始、240〜275km/hの高速試験を行い、また921−32を組み込み東北・上越新幹線のみ運用を行った。しかし定期運用を終える直前、921-31が法定検査切れになったため921−41が組み込まれ、2002年9月25日の運用終了、2003年1月25日に廃車された。
925形の高速試験で行われた275km/h運転は、上越新幹線の下り線のみで、上毛高原〜浦佐間で200系F90〜F93編成が実現した。